# Microtityus biordi
Espèce
Microtityus biordi est une espèce de scorpions de la famille des Buthidae.

## Distribution
Cette espèce est endémique de l'État de Miranda au Venezuela,. Elle se rencontre vers Araira.

## Étymologie
Cette espèce est nommée en l'honneur de Luis Enrique Biord.

## Publication originale
- Gonzáles-Sponga, 1970 : « 1. Record del genero Micrrotityus para Venezuela, 2. Microtityus biordi (Scorpionida: Buthidae) nueva especie para el sistema de in costa en Venezuela. » Monografías Científicas Augusto Pi Suñer, Instituto Universitario Pedagogico de Caracas, vol. 1, p. 3-18.